# Pevnost Ariljača

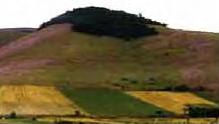
Vrch s pevností

Pevnost Ariljača (albánsky Kalaja e Harilaqit, srbsky Тврђава Ариљача/Tvrđava Ariljača) se nachází v blízkosti města Kosovo Polje na území Kosova. Pozůstatky pevnosti ze 4. – 6. století se nacházejí na vrcholu vysokém 766 m n. m. nedaleko města. V současné době je vedena kosovským ministerstvem kultury jako kulturní památka.
Pevnost se nachází zhruba 2 kilometry od Letiště Priština a 9 kilometrů jihovýchodním směrem od města Kosovo Polje. Vznikla na ploše nepravidelného tvaru o rozloze 1,3 hektaru; dominantním prvkem stavby bylo několik věží kruhového půdorysu na jejím okraji.
Pevnost byla zbudována nejspíše Byzantinci během vlády Justiniána I. Poprvé je připomínána v Prokopiově spisu De aedificiis, který popisuje stavební aktivity Byzantské říše v 6. století. Strategický význam onoho místa pro vybudování opevnění dokládá i skutečnost, že pevnost, která vznikla až po pádu Římské říše, byla vybudována na pozůstatcích ještě starší stavby z dob antiky. Je z ní dostatečně dobrý výhled na značnou část rovinaté oblasti Kosova.
V letech 2005 až 2009 se v místech bývalé pevnosti uskutečnil archeologický průzkum, který odhalil pozůstatky trojlodního kostela a množství starověkých i neolitických předmětů.